# ميكائيل دالبرغ
ميكائيل دالبرغ (بالسويدية: Mikael Dahlberg) مواليد 6 مارس 1985 في أوميو، هو لاعب كرة قدم سويدي يلعب مع نادي هلسينغبورغ كمهاجم. مثّل منتخب السويد لكرة القدم.

## المسيرة الاحترافية

### أندية لعب لها
- نادي يورغوردينس
- غيفلي
- نادي هلسينغبورغ

## روابط خارجية
- ميكائيل دالبرغ على موقع اتحاد السويد (السويدية)
- ميكائيل دالبرغ على موقع قاعدة بيانات كرة القدم.إي يو (الإنجليزية)
- ميكائيل دالبرغ على موقع ناشيونال فوتبول تيمز (الإنجليزية)
- ميكائيل دالبرغ على موقع عالم كرة القدم.نت (الإنجليزية)